# غريس فيبس
غريس فيبس (بالإنجليزية: Grace Phipps) هي مغنية وممثلة أمريكية، ولدت في 4 مايو 1992 بأوستن في الولايات المتحدة.

## أعمال

### أفلام
- (2011) ليلة الرعب[4]
- (2015) تين بيتش 2

## وصلات خارجية
- غريس فيبس على موقع IMDb (الإنجليزية)
- غريس فيبس على موقع ألو سيني (الفرنسية)
- غريس فيبس على موقع ميوزك برينز (الإنجليزية)
- غريس فيبس على موقع أول موفي (الإنجليزية)
- غريس فيبس على موقع قاعدة بيانات الأفلام السويدية (السويدية)
- غريس فيبس على موقع قاعدة بيانات الفيلم (الإنجليزية)
- غريس فيبس على موقع كينوبويسك (الروسية)